# Franz Karl Movers
Franz Karl Movers (* 17. Juli 1806 in Coesfeld (Westfalen); † 28. September 1856 in Breslau) war ein katholischer Theologe und Orientalist.
Er studierte Theologie und orientalische Sprachen in Münster und wurde Pfarrer in Berkum (1833–1839). Danach wurde er zum Professor für Altes Testament an die Katholische Fakultät in Breslau berufen.
Er erarbeitete ein mehrbändiges Werk über die Phönizier (1841–1856) und bearbeitete phönizische Texte (1845–1847). Unter seinen anderen Werken sind zwei biblische Studien hervorzuheben: Die Kritische Untersuchungen über die alttestamentliche Chronik (1834) und ein Essay in lateinischer Sprache über zwei Rezensionen des Jeremia-Textes. Im Jahre 1853 wurde Movers in die bayerische königliche Akademie als Mitglied gewählt. Movers wurde von dem Leipziger Ägyptologen Gustav Seyffarth des Öfteren für seine Interpretation kritisiert, aber Movers konnte belegen, dass Seyffarth seine Quellen nicht kannte bzw. korrekt interpretieren konnte. Movers wurde unter anderem von dem Historiker Theodor Mommsen hoch geschätzt.

## Würdigung
Höher als viele der ihm fachlich näherstehenden Kollegen schätzte Mommsen den Orientalisten Franz Movers, Verfasser des berühmten Werkes über die Phoeniker: Dass Movers Theologe und noch dazu Katholik war, Mitglied der Katholisch-theologischen Fakultät, störte ihn offenbar nicht; ausschlaggebend waren für ihn hier wie stets die besonderen Eigenschaften des Mannes Movers sehe ich nicht viel, aber wenn ich ihn sehe gern, schrieb er am 1. Dezember 1855 an Ferdinand Hitzig, der aus fachlichen Gründen besonders interessiert war. Und als Movers dann vorzeitig starb, meldete er es ihm gleich, in großer Betrübnis (28. September 1856): Movers ist diesen Morgen gestorben und ich möchte doch nicht dass Du den Tod des vorzüglichen Mannes aus den Zeitungen erführtest ... Wir verlieren an ihm nicht bloß den gelehrtesten, sondern auch den rechtschaffensten und freisinnigsten unsrer Theologen.

## Mitgliedschaften
Franz Karl Movers war Mitglied der Deutschen Morgenländischen Gesellschaft.

## Schriften
- Die Phönizier (1841–1856)
- De utriusque recesionis vaticiniorum Jeremiae. Graecae Alexandrinae et Hebraicae Masorethicae, indole et origine commentatio critica, 1837
- Kritische Untersuchungen über die biblische Chronik: Ein Beitrag zur Einleitung in das alte Testament. Habicht, Bonn 1834.